# Norddeutscher Lloyd
Norddeutscher Lloyd (conocida también por sus siglas NDL) fue una empresa naviera alemana fundada el 20 de febrero de 1857, en Bremen, por Hermann Henrich Meier y Eduard Crüsemann.  
Se convirtió en una de las más importantes compañías navieras alemanas de finales del siglo xix y principios del xx, con la construcción de los buques de la clase Kaiser, siendo fundamental para el desarrollo económico del puerto y la ciudad de Bremen. También es principalmente conocida por ser la propietaria de los transatlánticos SS Bremen y SS Europa. 
El 1 de septiembre de 1970, la compañía se fusionó con la Hamburg America Line (HAPAG), formando la empresa Hapag-Lloyd AG.
Esta empresa fundó una filial que construirían vehículos económicos y lujo en 1908 como Norddeutscher Lloyd Automobil und Motoren GmbH, que se fusionó en 1914 con la empresa Hansa para crear la Hansa-Lloyd. Esta última fue comprada por Borgward Group AG en 1928 y resucitada en 1950 como Lloyd Motor Werks AG (también conocida simplemente Lloyd). Cesó la producción en 1960 por parte de Borgward pero siguió la producción de su último vehículo, el Lloyd Arabella, como Borgward Arabella hasta 1963, cuando la empresa fue comprada por inversionistas mexicanos y trasladada su producción al estado de Nuevo León, ubicado al norte de México, desapareciendo en 1972 por el gobierno del presidente mexicano de aquel entonces, Luis Echeverria Álvarez y también terminando la producción del Arabella ese mismo año (Desapareciendo el último recuerdo de la filial de autos de la NDL).